# Sophie Amalie Moth
Sophie Amalie Moth, född den 28 mars 1654, död den 17 januari 1719, var älskarinna (1671) och sedan mätress (1676) till Kristian V av Danmark, med vilken hon hade sex barn. Hon var den första offentligt erkända mätressen i Danmark. Hon var syster till Matthias Moth.

## Biografi
Sophie Amalie Moth var dotter till läkaren Paul Moth (1601–1670) och Ida Dorothea Bureneus (1624–1684). Hon lärde känna kungen strax efter hans tronbestigning och blev hans älskarinna från 1671. Förbindelsen var mer eller mindre arrangerad av modern. Hon var den första i det danska kungahuset som officiellt fick titeln "maitresse" (1676) och hon fick titeln till grevinna av Samsø 1677, varefter hon blev offentligt presenterad vid hovet. 1679 erkände Kristian hennes barn, 1682 fick hon flera egendomar i Gottorp och 1685 presenterades hennes barn vid hovet. Moth levde ganska diskret vid hovet och utövade aldrig inflytande på politiken, utöver att be om några tjänster för personer, särskilt sin bror, som utnyttjade förbindelsen.

## Barn
- Christiane Gyldenlöve (1672–1689)
- Christian Wilhelm Gyldenlöve (1674–1703)
- Sophie Christiane Gyldenlöve (1675–1677)
- Anna Christiane Gyldenlöve (1676–1677)
- Ulrik Christian Gyldenlöve (1678–1719)